# Letronne (cratère)
Pour les articles homonymes, voir Letronne.
Letronne est un cratère lunaire situé au sud-ouest de la face visible de la Lune. Il se trouve sur la rive orientale de l'Oceanus Procellarum. Le cratère Letronne a son contour nord qui disparaît sous l'Oceanus Procellarum offrant une large ouverture et donnant au cratère une forme en fer à cheval. La partie occidentale du contour est coupée par le petit cratère Winthrop (en) qui était avant dénommé cratère satellite "Letronne P". Le cratère Letronne est situé au nord-ouest du grand cratère Gassendi. À l'ouest-sud-ouest est le cratère inondé Billy et au nord-nord-ouest se trouve le petit cratère Flamsteed (cratère)|Flamsteed.
En 1935, l'Union astronomique internationale a donné, à ce cratère lunaire, le nom de l'archéologue et philologue français Jean-Antoine Letronne.

## Cratères satellites
Par convention, les cratères satellites sont identifiés sur les cartes lunaires en plaçant la lettre sur le côté du point central du cratère qui est le plus proche de Letronne.
| Letronne | Latitude | Longitude | Diamètre |
| -------- | -------- | --------- | -------- |
| A        | 12.1° S  | 39.1° W   | 7 km     |
| B        | 11.2° S  | 41.2° W   | 5 km     |
| C        | 10.7° S  | 38.5° W   | 4 km     |
| F        | 9.2° S   | 46.1° W   | 8 km     |
| G        | 12.7° S  | 46.5° W   | 10 km    |
| H        | 12.6° S  | 46.0° W   | 4 km     |
| K        | 14.5° S  | 43.6° W   | 5 km     |
| L        | 14.3° S  | 44.3° W   | 5 km     |
| M        | 12.0° S  | 44.1° W   | 3 km     |
| N        | 12.3° S  | 39.8° W   | 4 km     |
| T        | 12.5° S  | 42.6° W   | 3 km     |

Les cratères satellites suivants ont reçu un nom.
- Letronne D — voir Scheele (en).
- Letronne P — voir Winthrop (en).